# لويس بيكون
لويس بيكون (بالإنجليزية: Louis Bacon)‏ هو اقتصادي أمريكي، ولد في 25 يوليو 1956 في رالي في الولايات المتحدة.